# خوسيه مانويل روجاس (لاعب كرة قدم)
خوسيه مانويل روجاس (بالإسبانية: José Manuel Rojas Olmedo) هو لاعب كرة قدم إسباني في مركز الدفاع، ولد في 10 أبريل 1987 في إشبيلية في إسبانيا. لعب مع أتلتيكو مدريد ب وريال جيان ونادي ألباسيتي ونادي إيركوليس ونادي هويسكا.

## وصلات خارجية
- خوسيه مانويل روجاس على موقع قاعدة بيانات كرة القدم.إي يو (الإنجليزية)
- خوسيه مانويل روجاس على موقع Soccerway.com (الإنجليزية)
- خوسيه مانويل روجاس على موقع AS.com (الإسبانية)